# Marocaulus impressicollis
Marocaulus impressicollis là một loài bọ cánh cứng trong họ Cerambycidae.